# Ludlow (ville)
Pour les articles homonymes, voir Ludlow (homonymie).
Ludlow est une ville fictive de l'État du Maine aux États-Unis créée par le romancier Stephen King et utilisée dans les romans Simetierre et La Part des ténèbres. Elle est, fictivement, située au centre de l'État, près de la ville réelle de Bangor et près des villes fictives de Derry et de Castle Rock créées par le même auteur et que l'on retrouve dans une très grande part de ses romans ou nouvelles (Ça, Le Molosse surgi du soleil, Bazaar, Simetierre...)